# 라 카이람
라 카이람(영어: Ra Cailum, 일본어: ラー・カイラム)은 애니메이션 작품군 《건담 시리즈》 중 우주세기를 무대로 한 작품에 등장하는 가공의 병기이다. 지구연방군 소속의 라 카이람급(일부 자료에서는 카이람급이라고 하는 것도 있다) 기동전함 1번함이다. 함장은 브라이트 노아이다.

## 같이 보기
- 건담 시리즈